# Bernhard Nooni
Bernhard Voldemar Nooni (Rannamõisa, 10 febbraio 1909 – Tallinn, 8 maggio 1997) è stato un calciatore e cestista estone.

## Carriera
Con l'Estonia ha partecipato alle olimpiadi del 1936.